# حزب دموکرات (ژاپن)
حزب دموکرات (ژاپن) (DPJ) (به ژاپنی: 民主党 Minshutō) در سال ۱۹۹۸ میلادی تأسیس شد. این حزب در سال‌های اخیرِ انتخابات‌های مجالس قانونگذاری در کسب کرسی‌های پارلمانی به موفقیت‌های قابل توجهی دست یافته‌است. با پیوستن تعدادی از اعضای حزب لیبرال دموکرات (ژاپن) به حزب دموکراتیک ژاپن در در سال‌های ۲۰۰۸ و ۲۰۰۹ این حزب عملاً به عنوان دومین حزب بزرگ سیاسی ژاپن در آمد و با تنزل موقعیت احزاب کمونیست و سوسیال دمکراتیک آراء مخالف به سمت حزب دموکراتیک جذب شد. در انتخابات مجلس نمایندگان نیز این حزب با خط مشی جوانگرایی، و با هدف تغییر وضعیت سیاسی جاری از مفاهیم سنتی احزاب سیاسی به یک شبکه آگاه سیاسی از شهروندان، به عنوان یک مجرای وسیع ارتباطی و متعهد به اصلاحات بنیادین در نظام موجود تأسیس گردید. بالاخره حزب دموکراتیک ژاپن در انتخابات مجلس نمایندگان در سال ۲۰۰۹ به پیروزی بزرگی رسید و با در اختیار گرفتن اکثر کرسی‌های مجلس نمایندگان (با بیش از ۳۰۰ کرسی از مجموع ۵۴۸ کرسی) شکست سنگینی را بر حزب عمده رقیب یعنی حزب LDP وارد کرد و برای اولین باز بعد از تقریباً ۵۰ سال توانست حزب لیبرال دموکرات را از اریکه قدرت پائین و دولت تشکیل دهد و آقای یوکیو هاتویاما رهبر حزب به عنوان نخست وزیر انتخاب گردید. اما این حزب به مرور بخاطر عدم اجابت شعارهای انتخاباتی‌اش و نیز بروز برخی اختلافات درون حزبی و همچنین فاجعه هسته‌ای فوکوشیما و انتقادهائی که در مدیریت این بحران هسته‌ای به دولت وارد شده بود و عوامل دیگری که در درون حزب خواسته‌های متفاوتی داشتند، به مرور ضعیفتر شد تا اینکه در دسامبر سال ۲۰۱۲ در انتخابات مجلس نمایندگان شکست سنگینی از رقیب دیرینه خود یعنی حزب لیبرال دموکرات LDP به رهبری شینزو آبه خورد و دولت و حاکمیت را پس از گذشت ۳ سال و سه ماه مجدداً به حزب لیبرال دموکرات (ژاپن) واگذار کرد. این حزب هم‌اکنون نیز از جهت موقعیت سیاسی در شرایط مطلوبی قرار ندارد و نظرسنجی‌های‌های ماه ژوئیه سال ۲۰۱۳ و یک هفته قبل از انتخابات مجلس مشاوران (۲۱ ژوئیه ۲۰۱۳) نیز نشان می‌دهد که اقبال عمومی کماکان به سمت و سوی حزب حاکم لیبرال دموکرات LDP می‌باشد.